# Charidotella moraguesi
Charidotella moraguesi es una especie de coleóptero de la familia Chrysomelidae.
Fue descrita científicamente en 2007 por Borowiec.